# Mato Grosso (kommun)
Mato Grosso är en kommun i Brasilien.   Den ligger i delstaten Paraíba, i den östra delen av landet, 1 500 km nordost om huvudstaden Brasília. Antalet invånare är 2 702.
Omgivningarna runt Mato Grosso är huvudsakligen savann. Runt Mato Grosso är det ganska glesbefolkat, med 28 invånare per kvadratkilometer.